# Оводник циліндричний
Оводник циліндричний, егілопс циліндричний (Aegilops cylindrica) — вид трав'янистих рослин з родини злакові (Poaceae), поширений у південній частині Європи й на схід до Японії.

## Опис
Однорічна рослина 30–65 см. Колоскові луски (крім верхнього колоса) на верхівці з 1 тупим зубцем і 1 б.-м. довгою остю. Колосся довгі, вузько-циліндричні, 5–12 см завдовжки, по дозріванні розпадаються на членики за кількістю колосків. Листові пластини голі або рідко волосисті, довжиною до 12 см, шириною 2–5 мм.

## Поширення
Поширений у середній, східній і південно-східній Європі й на схід до Казахстану й північного Пакистану; натуралізований у США, південній і центральній Європі.
В Україні вид зростає на вапняково-кам'янистих відкритих схилах і пісках; як бур'ян біля доріг і стежок, на межах, перелогах — у Криму та півд. ч. Степу, часто; у Карпатах, Лісостепу і пн. ч. Степу, одинично (ізольовані місця).

## Галерея

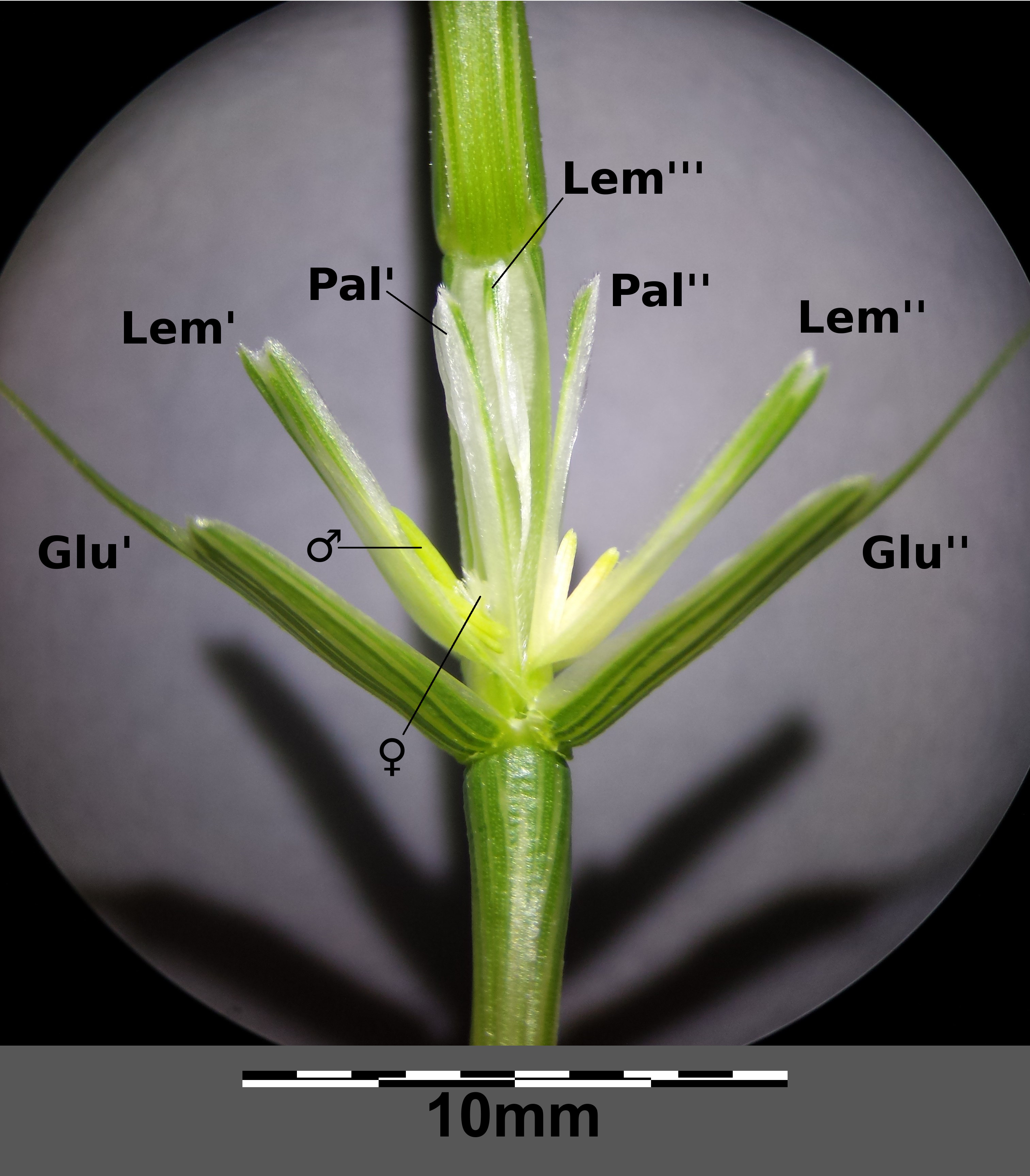
колосок
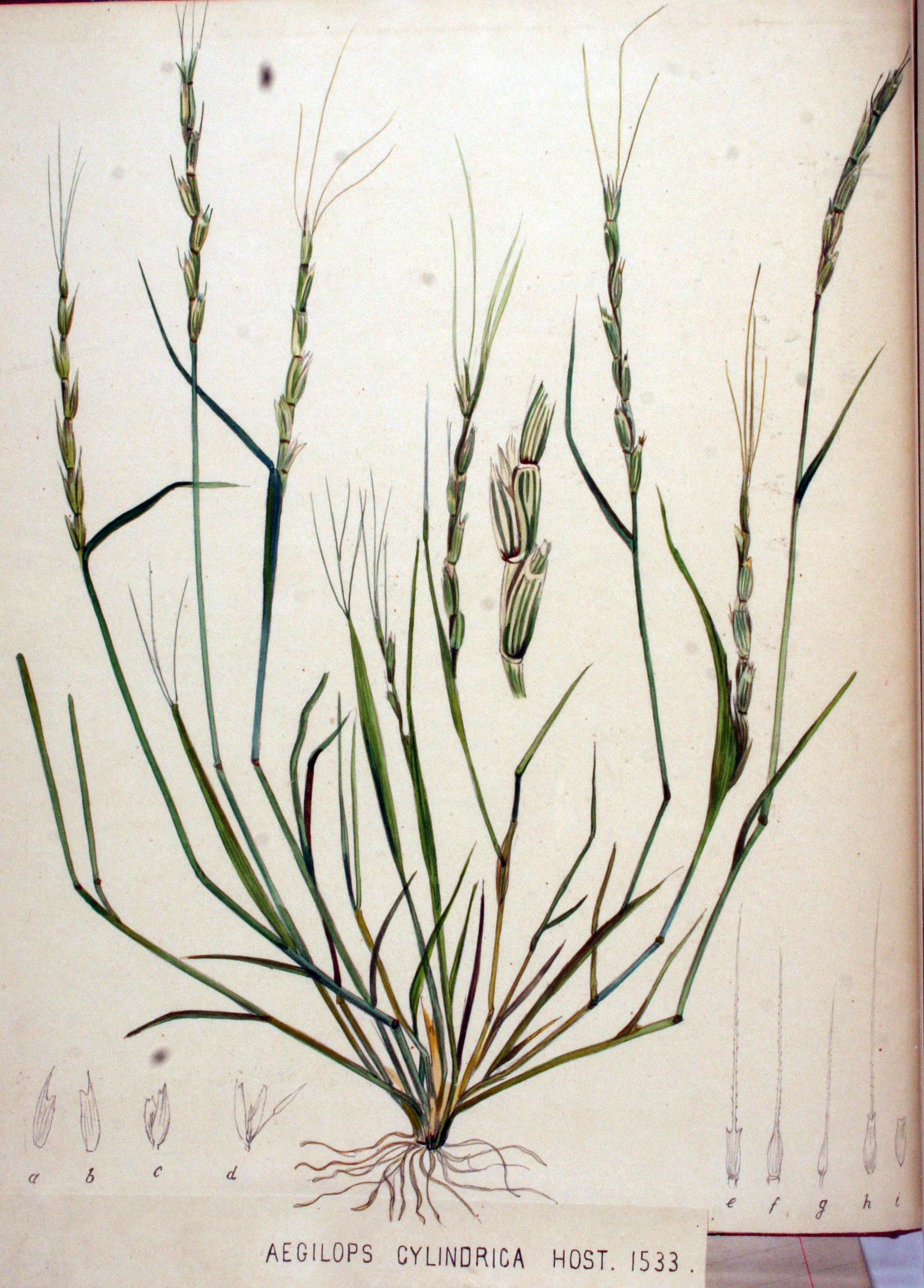
ілюстрація